# Boris Akopov
Boris Akopov (russisk: Борис Нодарович Акопов) (født 30. marts 1985 i Moskva i Sovjetunionen) er en russisk filminstruktør.

## Filmografi
- Byk (Бык, 2019)[1][2]